# Міста Одеської області

Одеська область на карті України

До складу Одеської області входять 19 міст. Найбільшим містом області є Одеса з населенням у 1 010 537 осіб за даними Державної служби статистики України від 1 січня 2022 року. Одеса є третім за чисельністю містом-мільйонником України.
Отримати статус міста в України мають право населені пункти, які мають населення понад 10 000 осіб. Цей статус мають чимало міст, які не задовольняють цій вимозі, виходячи з їхнього історичного, економічного або географічного значення. До міської території часто входять прилеглі поселення, які становлять з ним єдину соціальну, економічну та історичну спільність.
У списку показані міста Одеської області, офіційні назви українською мовою, їхня площа, населення (за даними перепису 2001 року й інформації Державної служби статистики України від 1 січня 2022 року), географічні координати адміністративних центрів, мовний склад (зазначені мови, що становлять понад 1% від населення громади за даними Всеукраїнського перепису населення 2001 року), положення на карті області.
Міста України мають обласне та районне значення, в області налічується 9 міст обласного значення: Балта, Білгород-Дністровський, Біляївка, Ізмаїл, Одеса, Подільськ, Теплодар, Чорноморськ і Південне. Районного значення 10 міст: Ананьїв, Арциз, Березівка, Болград, Вилкове, Кілія, Кодима, Рені, Роздільна й Татарбунари. Внаслідок адміністративно-територіальної реформи 2020 року усі міста в Україні (в тому числі і обласні центри, і міста обласного значення) включені до складу районів.

## Список міст
| Назва                  | Зображення | Площа (км²) | Населення (за роками перепису та державної статистики) | Населення (за роками перепису та державної статистики) | Рідна мова (2001)                                                                               | Карта                                                                                          |
| Назва                  | Зображення | Площа (км²) | 2001                                                   | 2022                                                   | Рідна мова (2001)                                                                               | Карта                                                                                          |
| ---------------------- | ---------- | ----------- | ------------------------------------------------------ | ------------------------------------------------------ | ----------------------------------------------------------------------------------------------- | ---------------------------------------------------------------------------------------------- |
| Ананьїв                |            | 11,2        | 9 476                                                  | 7 626                                                  | українська — 87,88% російська — 9,43% молдовська — 2,08%                                        | 47°43′22″ пн. ш. 29°59′15″ сх. д. / 47.72278° пн. ш. 29.98750° сх. д. · Ананьїв                |
| Арциз                  |            | 17,728      | 16 370                                                 | 14 355                                                 | російська — 66,51% українська — 22,57% болгарська — 7,90% молдовська — 1,48%                    | 45°59′40″ пн. ш. 29°25′56″ сх. д. / 45.99444° пн. ш. 29.43222° сх. д. · Арциз                  |
| Балта                  |            | 22,97       | 19 962                                                 | 17 854                                                 | українська — 81,02% російська — 17,41% молдовська — 0,99%                                       | 47°56′24″ пн. ш. 29°37′19″ сх. д. / 47.94000° пн. ш. 29.62194° сх. д. · Балта                  |
| Березівка              |            | 34,46       | 9 481                                                  | 9 428                                                  | українська — 92,72% російська — 4,89%                                                           | 47°12′02″ пн. ш. 30°55′02″ сх. д. / 47.20056° пн. ш. 30.91722° сх. д. · Березівка              |
| Білгород-Дністровський |            | 19,103      | 51 890                                                 | 47 727                                                 | російська — 54,52% українська — 42,08% болгарська — 1,66%                                       | 46°11′32″ пн. ш. 30°20′00″ сх. д. / 46.19222° пн. ш. 30.33333° сх. д. · Білгород-Дністровський |
| Біляївка               |            | 17,422      | 14 294                                                 | 12 355                                                 | українська — 82,97% російська — 14,45%                                                          | 46°28′57″ пн. ш. 30°12′05″ сх. д. / 46.48250° пн. ш. 30.20139° сх. д. · Біляївка               |
| Болград                |            | 11,70       | 17 353                                                 | 14 818                                                 | російська — 48,70% болгарська — 32,65% українська — 13,92% гагаузька — 2,0% молдовська — 1,12%  | 45°40′02″ пн. ш. 28°36′46″ сх. д. / 45.66722° пн. ш. 28.61278° сх. д. · Болград                |
| Вилкове                |            | 4,6         | 9 260                                                  | 7 712                                                  | російська — 83,46% українська — 15,34%                                                          | 45°23′57″ пн. ш. 29°35′37″ сх. д. / 45.39917° пн. ш. 29.59361° сх. д. · Вилкове                |
| Ізмаїл                 |            | 53,5        | 84 815                                                 | 69 932                                                 | російська — 74,24% українська — 18,04% болгарська — 4,58% молдовська — 1,81%                    | 45°21′04″ пн. ш. 28°50′41″ сх. д. / 45.35111° пн. ш. 28.84472° сх. д. · Ізмаїл                 |
| Кілія                  |            | 22,345      | 22 594                                                 | 18 745                                                 | російська — 55,50% українська — 39,56% молдовська — 2,93% болгарська — 1,17%                    | 45°28′03″ пн. ш. 29°14′16″ сх. д. / 45.46750° пн. ш. 29.23778° сх. д. · Кілія                  |
| Кодима                 |            | 10,53       | 9 634                                                  | 8 404                                                  | українська — 92,95% російська — 6,32%                                                           | 48°05′36″ пн. ш. 29°07′30″ сх. д. / 48.09333° пн. ш. 29.12500° сх. д. · Кодима                 |
| Одеса                  |            | 236,9       | 1 029 049                                              | 1 010 537                                              | російська — 64,75% українська — 30,41%                                                          | 46°29′08″ пн. ш. 30°44′36″ сх. д. / 46.48556° пн. ш. 30.74333° сх. д. · Одеса                  |
| Південне               |            | 10,42       | 23 977                                                 | 32 677                                                 | російська — 53,71% українська — 44,76%                                                          | 46°37′25″ пн. ш. 31°06′04″ сх. д. / 46.62361° пн. ш. 31.10111° сх. д. · Південне               |
| Подільськ              |            | 25,44       | 40 718                                                 | 39 220                                                 | українська — 70,32% російська — 26,54% молдовська — 2,25%                                       | 47°44′31″ пн. ш. 29°32′06″ сх. д. / 47.74194° пн. ш. 29.53500° сх. д. · Подільськ              |
| Рені                   |            | 15,24       | 20 481                                                 | 17 736                                                 | російська — 70,54% молдовська - 13,31% українська — 12,50% гагаузька - 1,52% болгарська - 1,35% | 45°27′27″ пн. ш. 28°16′16″ сх. д. / 45.45750° пн. ш. 28.27111° сх. д. · Рені                   |
| Роздільна              |            | 9,77        | 17 754                                                 | 17 441                                                 | українська — 66,67% російська — 31,68%                                                          | 46°51′07″ пн. ш. 30°04′28″ сх. д. / 46.85194° пн. ш. 30.07444° сх. д. · Роздільна              |
| Татарбунари            |            | 8,07        | 10 797                                                 | 10 836                                                 | українська — 84,64% російська — 7,85% болгарська — 3,58% молдовська — 2,45%                     | 45°50′49″ пн. ш. 29°36′40″ сх. д. / 45.84694° пн. ш. 29.61111° сх. д. · Татарбунари            |
| Теплодар               |            | 7,737       | 8 830                                                  | 9 958                                                  | українська — 55,80% російська — 42,43%                                                          | 46°30′13″ пн. ш. 30°19′28″ сх. д. / 46.50361° пн. ш. 30.32444° сх. д. · Теплодар               |
| Чорноморськ            |            | 21,244      | 54 151                                                 | 57 983                                                 | російська — 60,57% українська — 38,23%                                                          | 46°18′06″ пн. ш. 30°39′25″ сх. д. / 46.30167° пн. ш. 30.65694° сх. д. · Чорноморськ            |